# Championnat de France féminin de football de deuxième division 1993-1994
Navigation
Édition précédente Édition suivante
Le National 1B 1993-1994  est la 6e édition du Championnat de France féminin de football de seconde division. 
Le deuxième niveau du championnat féminin oppose trente clubs français répartis en trois groupes de dix clubs, en une série de dix-huit rencontres jouées durant la saison de football. En fin de saison, les meilleures équipes de chaque groupe s'affrontent lors d'un tournoi final, où chaque équipe affronte une seule fois les deux autres.
Les trois clubs participants au tournoi final montent en National 1A lors de la saison suivante alors que les deux derniers clubs de chaque groupe sont relégués en championnat interrégional.
Lors de l'exercice précédent, le RCF Mâcon, le Toulouse OAC et le Toulouse OM ont été relégués après avoir fini aux trois dernières places de National 1A. Le FCF Ambilly, l'Herblay FAS, le SC Bagnolet, le Faux AL, le FCF Liverdun, le Rousset Sports, le RC Saint-Étienne et l'US Saint-André, ont quant à eux, gagné le droit d'évoluer dans ce championnat après avoir terminé aux premières places de leurs groupes de championnat interrégional.  
La compétition est remportée par le Toulouse OAC qui est promu en compagnie du Paris SG et de l'US Orléans. Dans le bas du classement, l'US Saint-André, le SC Bagnolet, le Rousset Sports, le RCF Mâcon et le Faux AL sont relégués en championnat interrégional. L'Herblay FAS est rétrogradé administrativement dès le début de la saison à la suite de son forfait général pour la compétition.

## Participants
Ce tableau présente les trente équipes qualifiées pour disputer le championnat 1993-1994. On y trouve le nom des clubs, la date de création du club, l'année de la dernière accession à cette division, le nom des stades ainsi que la capacité de ces derniers.
Le championnat comprend trois groupes de dix équipes.
Légende des couleurs
- Relégué de National 1A.
- Promu de championnat interrégional.

| \| Paris SG US Villers-les-Pots Saint-Memmie Olympique Besançon AFF USO Bruay-la-Buissière I FC Vendenheim FCF Liverdun Reims FF US Pérenchies SC Bagnolet \| Localisation des clubs engagés dans le groupe A. |
| Paris SG US Villers-les-Pots Saint-Memmie Olympique Besançon AFF USO Bruay-la-Buissière I FC Vendenheim FCF Liverdun Reims FF US Pérenchies SC Bagnolet                                                        |

| Nom du club            | Date de création | Dernière accession | Classement 1992-1993 | Stade                 | Capacité |
| ---------------------- | ---------------- | ------------------ | -------------------- | --------------------- | -------- |
| Saint-Memmie Olympique | -                | 1992               | 2 (Gr B)             | -                     | -        |
| US Villers-les-Pots    | -                | 1992               | 3 (Gr A)             | -                     | -        |
| Reims FF               | 1968             | 1992               | 3 (Gr B)             | -                     | -        |
| Besançon AFF           | -                | 1992               | 4 (Gr A)             | -                     | -        |
| Paris SG               | 1971             | 1992               | 5 (Gr B)             | Stade Georges Lefevre | 3 500    |
| FC Vendenheim          | 1974             | 1992               | 6 (Gr B)             | Stade Waldeck         | -        |
| USO Bruay-la-Buissière | 1977             | 1992               | 8 (Gr B)             | Complexe Léo Lagrange | -        |
| FCF Liverdun           | -                | 1993               | CIR                  | -                     | -        |
| US Saint-André         | -                | 1993               | CIR                  | -                     | -        |
| SC Bagnolet            | -                | 1993               | CIR                  | -                     | -        |

| \| Toulouse OAC Caluire SCSC Toulouse OM RC Saint-Étienne Grenoble FF Montpellier Le Crès Celtic de Beaumont FCF Ambilly Rousset Sports RCF Mâcon \| Localisation des clubs engagés dans le groupe B. |
| Toulouse OAC Caluire SCSC Toulouse OM RC Saint-Étienne Grenoble FF Montpellier Le Crès Celtic de Beaumont FCF Ambilly Rousset Sports RCF Mâcon                                                        |

| Nom du club         | Date de création | Dernière accession | Classement 1992-1993 | Stade              | Capacité |
| ------------------- | ---------------- | ------------------ | -------------------- | ------------------ | -------- |
| Toulouse OAC        | 1980             | 1993               | N1A                  | Stade de la Ramée  | 3 000    |
| Toulouse OM         | -                | 1993               | N1A                  | -                  | -        |
| RCF Mâcon           | -                | 1993               | N1A                  | -                  | -        |
| Caluire SCSC        | -                | 1992               | 2 (Gr A)             | -                  | -        |
| Montpellier Le Crès | -                | 1992               | 5 (Gr A)             | Stade Joseph Blanc | 1 000    |
| Grenoble FF         | 1983             | 1992               | 6 (Gr A)             | -                  | -        |
| Celtic de Beaumont  | 1970             | 1992               | 7 (Gr A)             | Stade Saint-Menet  | -        |
| RC Saint-Étienne    | 1977             | 1993               | CIR                  | Stade Léon Nautin  | 1 500    |
| FCF Ambilly         | 1978             | 1993               | CIR                  | -                  | -        |
| Rousset Sports      | -                | 1993               | CIR                  | -                  | -        |

| \| US Orléans ES Cormelles-le-Royal CBOSL Football FCE Arlac ESOFV La Roche-sur-Yon AS Grayan Nord-Medoc US Mans FC Bergot Faux AL Herblay FAS \| Localisation des clubs engagés dans le groupe C. |
| US Orléans ES Cormelles-le-Royal CBOSL Football FCE Arlac ESOFV La Roche-sur-Yon AS Grayan Nord-Medoc US Mans FC Bergot Faux AL Herblay FAS                                                        |

| Nom du club            | Date de création | Dernière accession | Classement 1992-1993 | Stade                           | Capacité |
| ---------------------- | ---------------- | ------------------ | -------------------- | ------------------------------- | -------- |
| FC Bergot              | 1974             | 1992               | 2 (Gr C)             | Stade Kérédern                  | -        |
| US Mans                | 1983             | 1992               | 3 (Gr C)             | Stade Léon-Bollée (Annexe)      | 4 000    |
| US Orléans             | -                | 1992               | 4 (Gr B)             | -                               | -        |
| ESOFV La Roche-sur-Yon | 1978             | 1992               | 4 (Gr C)             | Stade de Saint-André            | 1 800    |
| CBOSL Football         | -                | 1992               | 5 (Gr C)             | Stade de l'Arceau               | -        |
| AS Grayan Nord-Medoc   | -                | 1992               | 6 (Gr C)             | -                               | -        |
| ES Cormelles-le-Royal  | 1953             | 1992               | 7 (Gr B)             | Stade Municipal                 | -        |
| FCE Arlac              | 1976             | 1992               | 7 (Gr C)             | Stade Joseph-Antoine Cruchon    | -        |
| Faux AL                | -                | 1993               | CIR                  | -                               | -        |
| Herblay FAS            | -                | 1993               | CIR                  | Stade Municipal des Beauregards | -        |

## Compétition

### Classement
Le classement est calculé avec le barème de points suivant : une victoire vaut deux points, le match nul un et la défaite zéro.
Critères appliqués pour départager en cas d'égalité au classement :
1. classement aux points des matchs joués entre les clubs ex æquo ;
2. différence entre les buts marqués et les buts concédés par chacun d’eux au cours des matchs qui les ont opposés ;
3. différence entre les buts marqués et les buts concédés sur la totalité des matchs joués dans le championnat ;
4. plus grand nombre de buts marqués sur la totalité des matchs joués dans le championnat ;
5. en cas de nouvelle égalité, une rencontre supplémentaire aura lieu sur terrain neutre avec, éventuellement, l’épreuve des tirs au but.

Classement du Groupe A
| Rang | Équipe                 | Pts | J  | G | N | P | Bp | Bc | Diff |
| ---- | ---------------------- | --- | -- | - | - | - | -- | -- | ---- |
| 1    | Paris SG               | 30  | 18 | 0 | 0 | 0 | 0  | 0  | 0    |
| 2    | US Villers-les-Pots    | 30  | 18 | 0 | 0 | 0 | 0  | 0  | 0    |
| 3    | Saint-Memmie Olympique | 24  | 18 | 0 | 0 | 0 | 0  | 0  | 0    |
| 4    | Besançon AFF           | 24  | 18 | 0 | 0 | 0 | 0  | 0  | 0    |
| 5    | USO Bruay-la-Buissière | 23  | 18 | 0 | 0 | 0 | 0  | 0  | 0    |
| 6    | FC Vendenheim          | 18  | 18 | 0 | 0 | 0 | 0  | 0  | 0    |
| 7    | FCF Liverdun P         | 12  | 18 | 0 | 0 | 0 | 0  | 0  | 0    |
| 8    | Reims FF               | 11  | 18 | 0 | 0 | 0 | 0  | 0  | 0    |
| 9    | US Saint-André P       | 5   | 18 | 0 | 0 | 0 | 0  | 0  | 0    |
| 10   | SC Bagnolet P          | 3   | 18 | 0 | 0 | 0 | 0  | 0  | 0    |

|  | Promu en National 1A et qualifié pour le tournoi final.                                                                                                  |
|  | Relégué en championnat interrégional. |
|  | P Promu de championnat interrégional. Pts points ; G victoires ; N match nuls ; P défaites Bp buts marqués ; Bc buts encaissés ; Diff différence de buts |

Classement du Groupe B
| Rang | Équipe              | Pts | J  | G  | N | P  | Bp | Bc | Diff |
| ---- | ------------------- | --- | -- | -- | - | -- | -- | -- | ---- |
| 1    | Toulouse OAC R      | 33  | 18 | 15 | 3 | 0  | 69 | 10 | +59  |
| 2    | Caluire SCSC        | 30  | 18 | 14 | 2 | 2  | 62 | 19 | +43  |
| 3    | Toulouse OM R       | 23  | 18 | 9  | 5 | 4  | 40 | 31 | +9   |
| 4    | RC Saint-Étienne P  | 23  | 18 | 11 | 1 | 6  | 50 | 37 | +13  |
| 5    | Grenoble FF         | 21  | 18 | 9  | 3 | 6  | 51 | 39 | +12  |
| 6    | Montpellier Le Crès | 14  | 18 | 6  | 2 | 10 | 31 | 38 | -7   |
| 7    | Celtic de Beaumont  | 12  | 18 | 4  | 4 | 10 | 31 | 44 | -13  |
| 8    | FCF Ambilly P       | 10  | 18 | 4  | 2 | 12 | 26 | 55 | -29  |
| 9    | Rousset Sports P    | 10  | 18 | 4  | 2 | 12 | 23 | 64 | -41  |
| 10   | RCF Mâcon R         | 3   | 18 | 1  | 2 | 15 | 19 | 65 | -46  |

|  | Promu en National 1A et qualifié pour le tournoi final. |
|  | Relégué en championnat interrégional. |
|  | R Relégué de National 1A P Promu de championnat interrégional. Pts points ; G victoires ; N match nuls ; P défaites Bp buts marqués ; Bc buts encaissés ; Diff différence de buts |

Classement du Groupe C
| Rang | Équipe                 | Pts | J  | G | N | P | Bp | Bc | Diff |
| ---- | ---------------------- | --- | -- | - | - | - | -- | -- | ---- |
| 1    | US Orléans             | 26  | 18 | 0 | 0 | 0 | 0  | 0  | 0    |
| 2    | ES Cormelles-le-Royal  | 21  | 18 | 0 | 0 | 0 | 0  | 0  | 0    |
| 3    | CBOSL Football         | 19  | 18 | 0 | 0 | 0 | 0  | 0  | 0    |
| 4    | FCE Arlac              | 18  | 18 | 0 | 0 | 0 | 0  | 0  | 0    |
| 5    | ESOFV La Roche-sur-Yon | 16  | 18 | 0 | 0 | 0 | 0  | 0  | 0    |
| 6    | AS Grayan Nord-Medoc   | 14  | 18 | 0 | 0 | 0 | 0  | 0  | 0    |
| 7    | US Mans                | 13  | 18 | 0 | 0 | 0 | 0  | 0  | 0    |
| 8    | FC Bergot              | 9   | 18 | 0 | 0 | 0 | 0  | 0  | 0    |
| 9    | Faux AL P              | 8   | 18 | 0 | 0 | 0 | 0  | 0  | 0    |
| 10   | Herblay FAS P          | 0   | 0  | 0 | 0 | 0 | 0  | 0  | 0    |

|  | Promu en National 1A et qualifié pour le tournoi final.                                                                                                  |
|  | Relégué en championnat interrégional. |
|  | P Promu de championnat interrégional. Pts points ; G victoires ; N match nuls ; P défaites Bp buts marqués ; Bc buts encaissés ; Diff différence de buts |

### Résultats
Groupe A
| Résultats (▼dom., ►ext.)                                   | Bag | Bes | Bru | Liv | Par | Rei | S-A | S-M | Ven | Vil |
| SC Bagnolet                                                |     | -   | -   | -   | -   | -   | -   | -   | -   | -   |
| Besançon AFF                                               | -   |     | -   | -   | -   | -   | -   | -   | -   | -   |
| USO Bruay-la-Buissière                                     | -   | -   |     | -   | -   | -   | -   | -   | -   | -   |
| FCF Liverdun                                               | -   | -   | -   |     | -   | -   | -   | -   | -   | -   |
| Paris SG                                                   | -   | -   | -   | -   |     | -   | -   | -   | -   | -   |
| Reims FF                                                   | -   | -   | -   | -   | -   |     | -   | -   | -   | -   |
| US Saint-André                                             | -   | -   | -   | -   | -   | -   |     | -   | -   | -   |
| Saint-Memmie Olympique                                     | -   | -   | -   | -   | -   | -   | -   |     | -   | -   |
| FC Vendenheim                                              | -   | -   | -   | -   | -   | -   | -   | -   |     | -   |
| US Villers-les-Pots                                        | -   | -   | -   | -   | -   | -   | -   | -   | -   |     |
| - Victoire à domicile - Match nul - Victoire à l'extérieur |     |     |     |     |     |     |     |     |     |     |

Groupe B
Source : Championnat de France de D2 1993-1994 - Groupe B - Calendrier, sur rsssf.com
| Résultats (▼dom., ►ext.)                                   | Amb | Gre  | Mâc | Bea | Mon | Rou | Cal | S-É | TOAC | TOM |
| FCF Ambilly                                                |     | 1-2  | 2-0 | 1-2 | 2-1 | 2-2 | 2-4 | 2-4 | 1-4  | 2-6 |
| Grenoble FF                                                | 5-0 |      | 2-2 | 4-1 | 3-1 | 6-1 | 0-2 | 2-3 | 0-4  | 2-2 |
| RCF Mâcon                                                  | 1-3 | 1-5  |     | 2-4 | 2-2 | 4-0 | 0-4 | 0-5 | 0-6  | 1-3 |
| Celtic de Beaumont                                         | 4-1 | 1-4  | 1-0 |     | 2-2 | 2-3 | 2-4 | 1-3 | 2-2  | 2-2 |
| Montpellier Le Crès                                        | 3-0 | 0-1  | 3-1 | 2-1 |     | 2-0 | 2-9 | 5-0 | 1-4  | 0-2 |
| Rousset Sports                                             | 0-2 | 0-7  | 2-1 | 3-1 | 0-4 |     | 2-5 | 1-5 | 1-4  | 5-4 |
| Caluire SCSC                                               | 8-0 | 4-3  | 7-0 | 3-0 | 2-0 | 3-1 |     | 1-2 | 0-2  | 2-0 |
| RC Saint-Étienne                                           | 5-2 | 2-2  | 6-1 | 4-2 | 4-2 | 5-2 | 2-3 |     | 0-1  | 0-4 |
| Toulouse OAC                                               | 3-3 | 10-0 | 6-0 | 2-1 | 2-0 | 7-0 | 0-0 | 5-0 |      | 4-1 |
| Toulouse OM                                                | 1-0 | 4-3  | 4-3 | 2-2 | 3-1 | 0-0 | 1-1 | 1-0 | 0-3  |     |
| - Victoire à domicile - Match nul - Victoire à l'extérieur |     |      |     |     |     |     |     |     |      |     |

Groupe C
| Résultats (▼dom., ►ext.)                                   | CBOSL | Arl | Ber | Cor | Fau | Gra | Her | Roc | Man | Orl |
| CBOSL Football                                             |       | -   | -   | -   | -   | -   |     | -   | -   | -   |
| FCE Arlac                                                  | -     |     | -   | -   | -   | -   |     | -   | -   | -   |
| FC Bergot                                                  | -     | -   |     | -   | -   | -   |     | -   | -   | -   |
| ES Cormelles-le-Royal                                      | -     | -   | -   |     | -   | -   |     | -   | -   | -   |
| Faux AL                                                    | -     | -   | -   | -   |     | -   |     | -   | -   | -   |
| AS Grayan Nord-Medoc                                       | -     | -   | -   | -   | -   |     |     | -   | -   | -   |
| Herblay FAS                                                |       |     |     |     |     |     |     |     |     |     |
| ESOFV La Roche-sur-Yon                                     | -     | -   | -   | -   | -   | -   |     |     | -   | -   |
| US Mans                                                    | -     | -   | -   | -   | -   | -   |     | -   |     | -   |
| US Orléans                                                 | -     | -   | -   | -   | -   | -   |     | -   | -   |     |
| - Victoire à domicile - Match nul - Victoire à l'extérieur |       |     |     |     |     |     |     |     |     |     |

### Tournoi final
Le tournoi final du championnat oppose les meilleures équipes de chaque groupe lors d'un mini-tournoi à trois. Les équipes affrontent une seule fois leurs deux adversaires selon un calendrier tiré aléatoirement. 
Le classement est calculé avec le barème de points suivant : une victoire vaut quatre points, le match nul deux en cas de victoire aux tirs au but et un en cas de défaite et la défaite zéro.
Critères de départage en cas d'égalité au classement :
1. classement aux points des matchs joués entre les clubs ex æquo ;
2. différence entre les buts marqués et les buts concédés par chacun d’eux au cours des matchs qui les ont opposés ;
3. différence entre les buts marqués et les buts concédés sur la totalité des matchs joués dans le championnat ;
4. plus grand nombre de buts marqués sur la totalité des matchs joués dans le championnat ;
5. en cas de nouvelle égalité, une rencontre supplémentaire aura lieu sur terrain neutre avec, éventuellement, l’épreuve des tirs au but.

Classement
| Rang | Équipe       | Pts | J | G | N | P | Bp | Bc | Diff |
| ---- | ------------ | --- | - | - | - | - | -- | -- | ---- |
| 1    | Toulouse OAC | 8   | 2 | 2 | 0 | 0 | 7  | 0  | +7   |
| 2    | US Orléans   | 4   | 2 | 1 | 0 | 1 | 6  | 3  | +3   |
| 3    | Paris SG     | 0   | 2 | 0 | 0 | 2 | 1  | 11 | -10  |

|  | Pts points ; G victoires ; N match nuls ; P défaites Bp buts marqués ; Bc buts encaissés ; Diff différence de buts |

Résultats
| 1re journée | 1re journée  | 1re journée | 1re journée  |
| Date        | Club         | Score       | Club         |
| ----------- | ------------ | ----------- | ------------ |
| 29/05/1994  | Paris SG     | 0-5         | Toulouse OAC |
| 2e journée  |              |             |              |
| Date        | Club         | Score       | Club         |
| 05/06/1994  | US Orléans   | 6-1         | Paris SG     |
| 3e journée  |              |             |              |
| Date        | Club         | Score       | Club         |
| 12/06/1994  | Toulouse OAC | 2-0         | US Orléans   |

## Bilan de la saison
| Championnat de France féminin de football de deuxième division 1993-1994 |                          |
| Champion                                                                 | Toulouse OAC (1er titre) |
| Promotions et relégations                                                |                          |
| Promus en National 1A                                                    | Toulouse OAC             |
| Promus en National 1A                                                    | US Orléans               |
| Promus en National 1A                                                    | Paris SG                 |
| Relégués en National 1B                                                  | Stade quimperois         |
| Relégués en National 1B                                                  | OS Monaco                |
| Relégués en National 1B                                                  | CS Blanc Mesnil          |